# Бутбеј Харбор (Мејн)
Бутбеј Харбор (енгл. Boothbay Harbor) насељено је место без административног статуса у америчкој савезној држави Мејн.

## Демографија
По попису из 2010. године број становника је 1.086, што је 151 (-12,2%) становника мање него 2000. године.
| Група             | 2000.         | 2010.         |
| Белци             | 1.204 (97,3%) | 1.041 (95,9%) |
| Афроамериканци    | 2 (0,2%)      | 6 (0,6%)      |
| Азијати           | 10 (0,8%)     | 14 (1,3%)     |
| Хиспаноамериканци | 7 (0,6%)      | 10 (0,9%)     |
| Укупно            | 1.237         | 1.086         |